# Вельяминов, Иван Васильевич Обляз
Иван Васильевич Вельяминов по прозвищу Обляз — окольничий и воевода, служил трём удельным князьям.
Третий сын В. Ф. Вельяминова, боярина удельного дмитровского князя Юрия Васильевича. Имел старшего брата — тёзку по прозвищу Щадра.
Во время русско-литовской войны 1500—1503 годов в 1500 году командовал дружиной юного удельного князя Рузского Ивана Борисовича вторым воеводой полка левой руки в походе к Путивлю.
В 1507—1512 годах служил воеводой у удельного князя углицкого Дмитрия Жилки. В 1512 году в этой должности стоял в обороне от крымских татар на Угре в составе Большого полка.
После смерти Дмитрия Жилки в июне 1521 года командует дружиной дмитровского князя Юрия Ивановича в составе войск на Угре.
Примерно с 1526 года перешёл на службу Василию III и наместник в Стародубе. Родоначальник дворянского рода Аблязовых. Имел четырёх сыновей: Андрея (бездетный), Афанасия, Никиту и Семейку, а также внуков Фёдора и Ивана Горбатого Никитичей.